# Explained
Explained ist eine US-amerikanische Dokumentarserie. Die Serie wurde von Ezra Klein und Joe Posner mit Vox Media für Netflix produziert. Im Mittelpunkt der Serie stehen Themen, die unser tägliches Leben beeinflussen. Sie basiert auf der gleichnamigen YouTube-Serie Explained des Nachrichtenportals von Vox Media names Vox, die weniger aufwändig produziert und kürzer war.

## Episodenliste

### Staffel 1
| Nr. (ges.) | Nr. (St.) | Deutscher Titel                        | Originaltitel            | Erstveröffentlichung | Deutschsprachige Erstveröffentlichung (D/A/CH) | Erzähler         |
| ---------- | --------- | -------------------------------------- | ------------------------ | -------------------- | ---------------------------------------------- | ---------------- |
| 1          | 1         | Die Wohlstandskluft in Amerika         | The Racial Wealth Gap    | 23. Mai 2018         | 23. Mai 2018                                   | Samira Wiley     |
| 2          | 2         | Designer-DNS                           | Designer DNA             | 23. Mai 2018         | 23. Mai 2018                                   | Joss Fong        |
| 3          | 3         | Monogamie                              | Monogamy                 | 23. Mai 2018         | 23. Mai 2018                                   | Maria Bello      |
| 4          | 4         | K-Pop                                  | K-Pop                    | 30. Mai 2018         | 30. Mai 2018                                   | Estelle Caswell  |
| 5          | 5         | Kryptowährung                          | Cryptocurrency           | 6. Juni 2018         | 6. Juni 2018                                   | Christian Slater |
| 6          | 6         | Warum Diäten scheitern                 | Why Diets Fail           | 13. Juni 2018        | 13. Juni 2018                                  | Maria Bello      |
| 7          | 7         | Der Aktienmarkt                        | The Stock Market         | 20. Juni 2018        | 20. Juni 2018                                  | Estelle Caswell  |
| 8          | 8         | eSport                                 | eSports                  | 27. Juni 2018        | 27. Juni 2018                                  | Estelle Caswell  |
| 9          | 9         | Außerirdisches Leben                   | Extraterrestrial Life    | 4. Juli 2018         | 4. Juli 2018                                   | LeVar Burton     |
| 10         | 10        | !                                      | !                        | 11. Juli 2018        | 11. Juli 2018                                  | Nick Kroll       |
| 11         | 11        | Kricket                                | Cricket                  | 18. Juli 2018        | 18. Juli 2018                                  | Aasif Mandvi     |
| 12         | 12        | Cannabis                               | Weed                     | 25. Juli 2018        | 25. Juli 2018                                  | Kevin Smith      |
| 13         | 13        | Tattoo                                 | Tattoo                   | 1. Aug. 2018         | 1. Aug. 2018                                   | Coleman Lowndes  |
| 14         | 14        | Astrologie                             | Astrology                | 8. Aug. 2018         | 8. Aug. 2018                                   | Yara Shahidi     |
| 15         | 15        | Können wir ewig leben?                 | Can We Live Forever?     | 15. Aug. 2018        | 15. Aug. 2018                                  | Kristen Bell     |
| 16         | 16        | Der Orgasmus der Frau                  | The Female Orgasm        | 22. Aug. 2018        | 22. Aug. 2018                                  | Rachel Bloom     |
| 17         | 17        | Politische Korrektheit                 | Political Correctness    | 29. Aug. 2018        | 29. Aug. 2018                                  | Jerry Springer   |
| 18         | 18        | Warum Frauen schlechter bezahlt werden | Why Women Are Paid Less  | 5. Sep. 2018         | 5. Sep. 2018                                   | Rachel McAdams   |
| 19         | 19        | Die weltweite Wasserkrise              | The World’s Water Crisis | 12. Sep. 2018        | 12. Sep. 2018                                  | Kyle MacLachlan  |
| 20         | 20        | Musik                                  | Music                    | 19. Sep. 2018        | 19. Sep. 2018                                  | Carly Rae Jepsen |

### Staffel 2
| Nr. (ges.) | Nr. (St.) | Deutscher Titel           | Originaltitel       | Erstveröffentlichung | Deutschsprachige Erstveröffentlichung (D/A/CH) | Erzähler           |
| ---------- | --------- | ------------------------- | ------------------- | -------------------- | ---------------------------------------------- | ------------------ |
| 21         | 1         | Sekten                    | Cults               | 26. Sep. 2019        | 26. Sep. 2019                                  | Lakeith Stanfield  |
| 22         | 2         | Milliardäre               | Billionaires        | 3. Okt. 2019         | 3. Okt. 2019                                   | Maggie Siff        |
| 23         | 3         | Die Intelligenz der Tiere | Animal Intelligence | 10. Okt. 2019        | 10. Okt. 2019                                  | Hilary Swank       |
| 24         | 4         | Athleisure                | Athleisure          | 17. Okt. 2019        | 17. Okt. 2019                                  | Aya Cash           |
| 25         | 5         | Programmieren             | Coding              | 24. Okt. 2019        | 24. Okt. 2019                                  | Karlie Kloss       |
| 26         | 6         | Piraten                   | Pirates             | 31. Okt. 2019        | 31. Okt. 2019                                  | Natasha Lyonne     |
| 27         | 7         | Die nächste Pandemie      | The Next Pandemic   | 7. Nov. 2019         | 7. Nov. 2019                                   | J. K. Simmons      |
| 28         | 8         | Die Zukunft von Fleisch   | The Future of Meat  | 14. Nov. 2019        | 14. Nov. 2019                                  | Vincent Kartheiser |
| 29         | 9         | Schönheit                 | Beauty              | 21. Nov. 2019        | 21. Nov. 2019                                  | John Waters        |
| 30         | 10        | Diamanten                 | Diamonds            | 28. Nov. 2019        | 28. Nov. 2019                                  | Cleo Abram         |

### Staffel 3
| Nr. (ges.) | Nr. (St.) | Deutscher Titel     | Originaltitel   | Erstveröffentlichung | Deutschsprachige Erstveröffentlichung (D/A/CH) | Erzähler             |
| ---------- | --------- | ------------------- | --------------- | -------------------- | ---------------------------------------------- | -------------------- |
| 31         | 1         | Zucker              | Sugar           | 16. Juli 2021        | 16. Juli 2021                                  | Keri Russell         |
| 32         | 2         | Königshäuser        | Royalty         | 23. Juli 2021        | 23. Juli 2021                                  | Rosario Dawson       |
| 33         | 3         | Flaggen             | Flags           | 30. Juli 2021        | 30. Juli 2021                                  | Samira Wiley         |
| 34         | 4         | Hunde               | Dogs            | 6. Aug. 2021         | 6. Aug. 2021                                   | Jake Gyllenhaal      |
| 35         | 5         | Das Ende des Öls    | The End Of Oil  | 13. Aug. 2021        | 13. Aug. 2021                                  | Ethan Hawke          |
| 36         | 6         | Schach              | Chess           | 20. Aug. 2021        | 20. Aug. 2021                                  | Rainn Wilson         |
| 37         | 7         | Unsere Haut         | Your Skin       | 27. Aug. 2021        | 27. Aug. 2021                                  | Sophie Okonedo       |
| 38         | 8         | Entschuldigungen    | Apologies       | 3. Sep. 2021         | 3. Sep. 2021                                   | Keke Palmer          |
| 39         | 9         | Hurrikane           | Hurricanes      | 10. Sep. 2021        | 10. Sep. 2021                                  | Hector Elizondo      |
| 40         | 10        | Schönheitschirurgie | Plastic Surgery | 17. Sep. 2021        | 17. Sep. 2021                                  | Kim Cattrall         |
| 41         | 11        | Tanzwellen          | Dance Crazes    | 24. Sep. 2021        | 24. Sep. 2021                                  | Kelly Rowland        |
| 42         | 12        | Zeit                | Time            | 1. Okt. 2021         | 1. Okt. 2021                                   | Joseph Gordon-Levitt |
| 43         | 13        | Country-Musik       | Country Music   | 8. Okt. 2021         | 8. Okt. 2021                                   | Connie Britton       |
| 44         | 14        | Märchen             | Fairy Tales     | 15. Okt. 2021        | 15. Okt. 2021                                  | Ruth Negga           |

## Kritiken
„Jede von ihnen geht monothematisch einer zeitlosen und doch aktuellen Frage nach: Warum etwa werden in den USA Angehörige verschiedener Ethnien verschieden gut bezahlt? Welche ethischen Implikationen ergeben sich aus der Crispr/Cas-Methode, mit der man DNA verändern kann? Die Folgen haben eine rasante Schnittfolge und beschreiben dennoch selbst ein so komplexes Thema wie Genom-Editierung anschaulich, dank leicht verständlicher Aussagen ausgewiesener Fachleute. Besser und moderner hat Bildungsfernsehen lange nicht ausgesehen.“

## Spin-off
- Explained: Unser Kopf (2019)
- Explained: Coronavirus (2020)
- Explained: US-Wahlen (2020)
- Explained: Sex (seit 2020)
- Explained: Geld (2021)